# Tenor (Urteil)
Der homonyme Begriff Tenor (mit Betonung auf der ersten Silbe) bezeichnet im juristischen Sprachgebrauch die Urteilsformel. Da der Tenor den Rechtsstreit in der Instanz endgültig beendet, muss er sich aus sich selbst heraus erklären. Als bloßer Entscheidungssatz im konkreten Rechtsstreit gibt er im Unterschied zum Leitsatz keine Erläuterungen ab.
Tenorfähig ist jede gerichtliche Entscheidung, das Urteil wie der Beschluss. Die Benennung der Rechtsfolge bildet die Grundlage für die (Zwangs-)Vollstreckung. 
Der Urteilsformel gehen die Bezeichnungen der Parteien und des Gerichts, das Rubrum (aus lat. ruber = rot als Schriftfarbe) voraus, der Tatbestand (gerichtlich festgestellter Sachverhalt), der Bericht über eine gegebenenfalls erfolgte Beweisaufnahme und schließlich die Entscheidungsgründe folgen ihm nach. Auch im Verwaltungsverfahren ist mit einem schriftlichen Verwaltungsakt ein Tenor üblich. Das Abfassen des Tenors wird tenorieren genannt.
Im Österreichischen wird der Tenor auch Spruch (Urteilsspruch, Erkenntnisspruch, Beschlussspruch, Bescheidspruch), in der Schweiz Dispositiv (Urteilsdispositiv, Dispositiv einer Verfügung, eines Beschlusses, eines Entscheids) genannt.
Zur Auslegung des Tenors müssen unter Umständen die Gründe der Entscheidung herangezogen werden.

## Beispiel Deutschland
Wichtigster Bestandteil des Tenors ist die Entscheidung über den eigentlichen Streitgegenstand, die sogenannte Hauptsacheentscheidung:
„Der Beklagte wird verurteilt, an den Kläger 5.000,00 Euro zu zahlen.“
„Die Klage wird abgewiesen.“
„Das Gesetz ist mit dem Grundgesetz unvereinbar und nichtig.“ (vereinfacht)
„Der Angeklagte wird wegen Betruges zu einer Freiheitsstrafe von 1 Jahr verurteilt.“
Weitere Bestandteile des Tenors sind die sogenannten Nebenentscheidungen, insbesondere über die Prozesskosten (Kostenentscheidung). So besteht der Tenor eines Urteils im deutschen Zivilprozess in der Regel aus drei Teilen.
1. Hauptsacheentscheidung
„Der Beklagte wird verurteilt, an den Kläger das Fahrzeug (...) herauszugeben.“
2. Kostenentscheidung
„Dem Beklagten werden die Kosten des Rechtsstreits auferlegt.“
3. Entscheidung zur vorläufigen Vollstreckbarkeit
Das Urteil ist gegen Sicherheitsleistung in Höhe von 11.000 Euro vorläufig vollstreckbar (§ 709 S. 1 ZPO)
oder:
Das Urteil ist gegen Sicherheitsleistung in Höhe von 120 % des jeweils zu vollstreckenden Betrages vorläufig vollstreckbar (§ 709 S. 2 ZPO)
oder:
Das Urteil ist vorläufig vollstreckbar. Dem Beklagten wird nachgelassen, die Vollstreckung durch den Kläger gegen Sicherheitsleistung in Höhe von 120 % des aufgrund des Urteils vollstreckbaren Betrages abzuwenden, wenn nicht der Kläger seinerseits Sicherheit in Höhe von 120 % des jeweils zu vollstreckenden Betrages leistet (§ 708 Nr. 11, § 711 S. 1,2 ZPO).
Das Gericht hat die Pflicht, den Tenor vollstreckbar zu formulieren, also aus sich heraus verständlich, so dass das zuständige Vollstreckungsorgan (zum Beispiel ein Gerichtsvollzieher) zuverlässig erkennen kann, was zu vollstrecken ist. Als Tenor unzulässig wäre deshalb: „Der Klage wird stattgegeben“. Ausreichend ist hingegen: „Die Klage wird abgewiesen; die Kosten trägt der Kläger.“ Denn bei einer Klageabweisung gibt es außer der Kostenerstattung nichts, was vollstreckt werden müsste, und über die Höhe der Kosten wird in einem gesonderten Verfahren entschieden (Kostenfestsetzungsbeschluss).